# La Atalaya (Trescasas)
La Atalaya es una urbanización perteneciente al municipio de Trescasas, en la provincia de Segovia, comunidad autónoma de Castilla y León, España. En 2022 contaba con 16 habitantes.
En la zona se encuentra la Casa del esquileo del Salazar, construida a principios de siglo XIX (Madoz).

## Toponimia
Debe su nombre al cercano pico de La Atalaya (1647 m), en la Sierra de Guadarrama.

## Geografía

### Ubicación

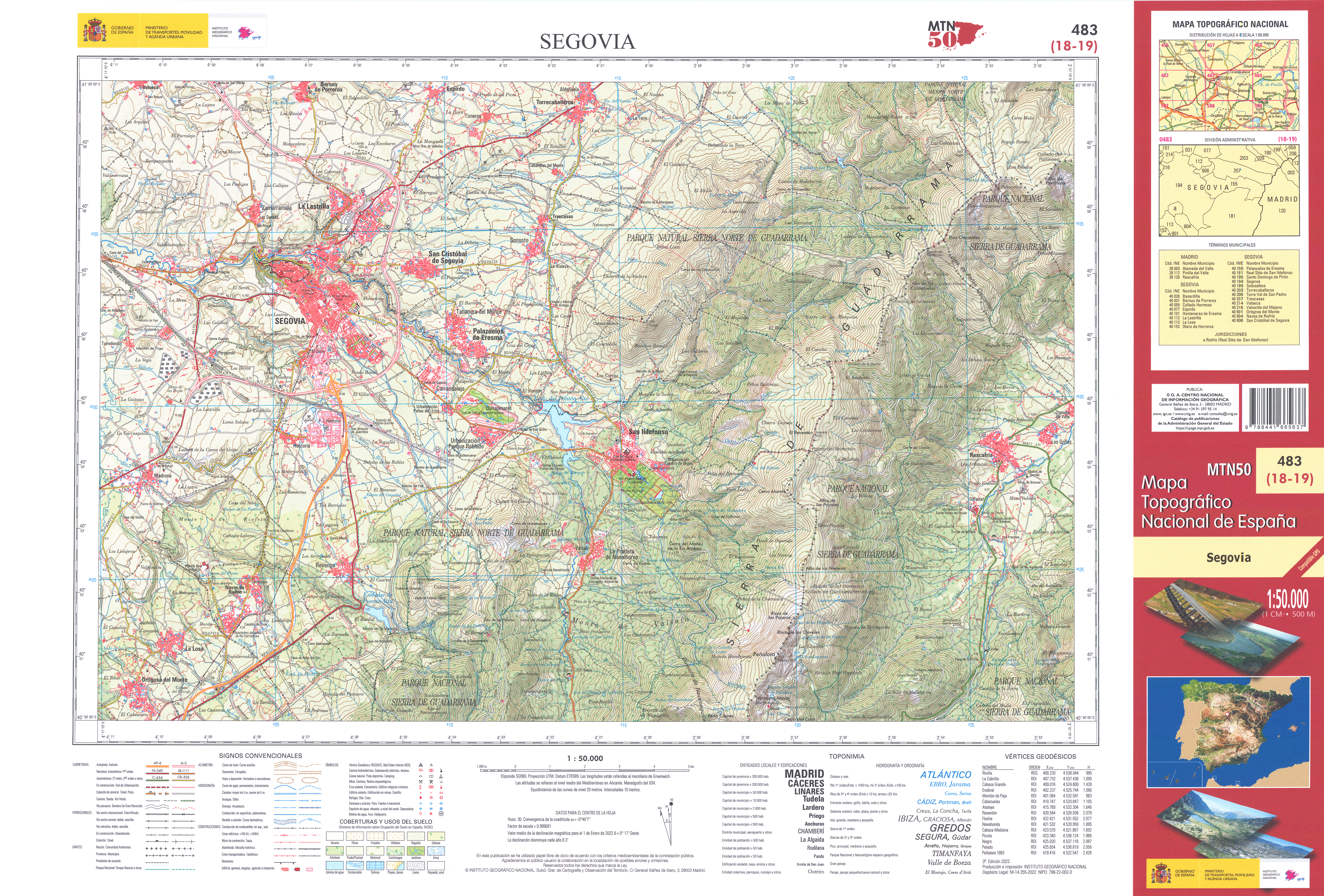
Fragmento de la hoja 483 del Mapa Topográfico Nacional de España de 2022 en el que se representa la localidad de La Atalaya

Ubicada su zona urbanizada dentro del Parque natural Sierra Norte de Guadarrama es el asentamiento humano más cercano a la montaña La Atalaya, limita al sur con Palazuelos de Eresma, al este con la provincia de Madrid y al norte y al oeste con Trescasas.
| Noroeste: Trescasas, Sonsoto   | Norte: Trescasas, Sonsoto | Noreste: Trescasas, Rascafría (Madrid) |
| Oeste:Trescasas, Sonsoto       |                           | Este: Rascafría (Madrid)               |
| Suroeste: Palazuelos de Eresma | Sur: Palazuelos de Eresma | Sureste: Trescasas, Rascafría (Madrid) |

Actualmente es junto a Sonsoto y el casco original de Trescasas uno de los tres núcleos de población que conforman el municipio.

## Demografía
Evolución de la población
| Gráfica de evolución demográfica de La Atalaya entre 2000 y 2022                                                            |
| |
| Población residente (2000-2021) según los censos de población del INE. Población según el padrón municipal de 2022 del INE. |